# TF1
TF1 (ursprünglich eine Abkürzung für Télévision Française 1) ist der größte französische Fernsehsender mit Sitz in Boulogne-Billancourt.

## Geschichte
1935 nahm in Paris Radio-PTT Vision, der staatliche französische Rundfunk, seinen Betrieb mit ersten Versuchs-Fernseh-Sendungen auf. Als Sendemast diente der Eiffelturm, die Anlage war mit einer Leistung von 30 kW der stärkste Fernsehsender der Welt. Mit dem Beginn des Zweiten Weltkriegs wurde der Sendebetrieb 1939 eingestellt. Die deutschen Besatzer nahmen 1942, mit Teilen der alten Anlagen und neuer Technik aus Deutschland, den Sendebetrieb mit dem Fernsehsender Paris wieder auf. Gesendet wurde nun bis 1944 auf Deutsch und Französisch.
Schon kurz nach der Befreiung wurde wieder unter eigener Kontrolle als Télévision Française bzw. RDF Télévision Française (Radiodiffusion Française Télévision Française) gesendet. Von 1949 bis 1964 unter dem Namen RTF (Radiodiffusion-Télévision Française). 1964 wurde der Name in ORTF (Office de Radiodiffusion Télévision Française) geändert.
TF1 war lange Zeit ein öffentlich-rechtliches Programm. 1987 wurde der Sender privatisiert und an ein Konsortium unter Führung des Baukonzerns Bouygues verkauft. Eine solche Umwandlung ist bis heute europaweit einmalig geblieben, allerdings existieren in Form von TV2 (Dänemark) und Channel 4 (Großbritannien) Privatsender, die teilweise die Aufgaben öffentlich-rechtlichen Fernsehens übernehmen. Dem öffentlich-rechtlichen Fernsehen Frankreichs (heute in France Télévisions zusammengefasst) verblieben die Kanäle Antenne 2 (jetzt: France 2), FR 3 (nun: France 3) und La Cinquième (heute: France 5).

TF1 ist unumstrittener Marktführer der französischen Fernsehlandschaft. Im Jahr 2006 hatte der Sender 98 der 100 meistgesehenen Sendungen in Frankreich im Programm. Die Sendergruppe TF1 verzeichnete im Jahr 2006 einen Gesamtumsatz von 2,6 Milliarden Euro.
Von Oktober 2022 bis Januar 2023 waren TF1 sowie die kostenlosen DVB-T-Kanäle der TF1-Gruppe über den Satelliten Astra 1 kostenlos im Free-to-Air-Format zugänglich. Diese Ausstrahlung folgte auf eine vorübergehende Unterbrechung der verschlüsselten Übertragung an Abonnenten von Canal+ und TNTSAT nach einem Handelsstreit.

## Programm

### Nachrichten
Das Journal de 20 heures ist die tägliche Nachrichtensendung und gehörte 2014 zu den meistgesehenen Fernsehnachrichtensendungen in Europa.
Als eines der beiden Hauptprogramme und in der Tradition eines öffentlich-rechtlichen Fernsehsenders produziert TF1 allabendlich um 20 Uhr eine ca. halbstündige Nachrichtensendung in direkter Konkurrenz mit den zeitgleichen Nachrichten von France 2. Noch mehr als die deutsche Tagesschau sind die französischen Hauptnachrichten von Bedeutung, indem sie den gesellschaftlichen Diskurs mitprägen. Neben Meldungen und Reportagen beinhalten die Sendungen regelmäßig Interviews mit Studiogästen.
Der französische Staatspräsident ist berechtigt, die Nachrichtensendungen von TF1 und France 2 zugleich unterbrechen zu lassen, um zum französischen Volk zu sprechen, wovon die Präsidenten Frankreichs regelmäßig Gebrauch machten resp. machen. In einer Aufmachung, wie sie den deutschen Fernsehzuschauern von der Weihnachtsansprache des Bundespräsidenten und der Neujahrsansprache des Bundeskanzlers bekannt ist, verkündet der Präsident nach der Einspielung einer Fanfare live von seinem Amtssitz aus mit einer Tricolore im Hintergrund wichtige Entscheidungen und Bekanntmachungen in einer Fernsehansprache, die stets mit « Mes chers compatriotes! » („Meine lieben Landsleute!“) beginnt.
Nachrichten aus dem Ausland, die die EU oder andere Nachbarländer betreffen, haben nur einen geringen Stellenwert und gelten als unwichtige Themen, u. a. da Zuschauer mit Desinteresse reagieren.

### Unterhaltung
Das Unterhaltungsprogramm des Senders besteht vor allem aus französischen und US-amerikanischen Fernsehserien, Spiele- und Realityshows sowie japanischen Animes.

### Deutsche Serien
- Verliebt in Berlin (Le destin de Lisa)
- Alarm für Cobra 11 – Die Autobahnpolizei (Alerte Cobra)
- Doctor’s Diary (Le Journal de Meg)
- In aller Freundschaft

### US-Serien
- Monk
- Lost
- 24
- Dr. House
- Les Experts (CSI)
  - CSI: Den Tätern auf der Spur
  - CSI: Miami
  - CSI: NY
- Grey’s Anatomy
- Law & Order
- Criminal Intent – Verbrechen im Visier
- Criminal Minds
- Crossing Jordan – Pathologin mit Profil

### Anime
Nach der Privatisierung von TF1 startete im September 1987 die Kindersendung Club Dorothée, die mit der Ausstrahlung von Anime-Serien begann. Gezeigt wurden unter anderem Serien wie Captain Tsubasa, Dragonball, Dragonball Z, Sailor Moon, Ranma ½ und Saint Seiya. Im August 1997 wurde Club Dorothée eingestellt, seither wurden nur noch wenige Serien wie Sonic X und Pokémon ausgestrahlt.

### Reality- und Spieleshows
- Star Academy
- Qui veut gagner des millions?
- Le maillon faible (2001–2007)
- A prendre ou à laisser (2004–2010)
- La roue de la fortune (1987–1997) (2006–2012)
- Attention à la marche! (2001–2010)
- Domino Day (präsentiert von Flavie Flament, Denis Brogniart und Dave)[3]
- Koh-Lanta
- L’île de la tentation
- Secret Story (2007–2017)
- La méthode Cauet (2003–2008)
- Le juste prix (1987–2001) (2009–2015)
- Les Douze Coups de midi
- Ninja Warrior

## Groupe TF1
Die Groupe TF1 produziert eine Vielzahl weiterer Fernsehprogramme, darunter u. a.:
- TMC (republikweit sendendes unterhaltungsorientiertes Vollprogramm, ehemals monegassischer Privatsender mit hoher Akzeptanz in Südostfrankreich),
- TFX (republikweit sendendes unterhaltungsorientiertes Vollprogramm, das mit der Einführung von DVB-T etabliert wurde),
- LCI (Nachrichtensender),
- TF1 Séries Films
- Ushuaïa TV (Natur und Biodiversität)
- Histoire TV (Geschichte)
- TV Breizh[4]

TMC, TFX und LCI können praktisch von jedermann frei empfangen werden.